# National Board of Review Awards 2024
La 96ª edizione dei National Board of Review Awards ha premiato i migliori film del 2024.
I vincitori sono stati annunciati il 4 dicembre 2024. Il gala annuale di premiazione si terrà il 7 gennaio 2025 a New York, e sarà condotto dal personaggio televisivo e giornalista Willie Geist.

## Classifiche

### Migliori dieci film dell'anno
- Wicked (Wicked: Part I), regia di Jon M. Chu
- Anora, regia di Sean Baker
- Babygirl, regia di Halina Reijn
- A Complete Unknown, regia di James Mangold
- Conclave, regia di Edward Berger
- Furiosa: A Mad Max Saga, regia di George Miller
- Il gladiatore II (Gladiator II), regia di Ridley Scott
- Giurato numero 2 (Juror #2) , regia di Clint Eastwood
- Queer, regia di Luca Guadagnino
- A Real Pain, regia di Jesse Eisenberg
- Sing Sing, regia di Greg Kwedar

### Migliori film stranieri
- Il seme del fico sacro (Dāne-ye anjīr-e ma'ābed), regia di Mohammad Rasoulof ·  Iran
- All We Imagine As Light - Amore a Mumbai (All We Imagine as Light), regia di Payal Kapadiya ·  India
- Pigen med nålen, regia di Magnus von Horn ·  Danimarca
- Io sono ancora qui (Ainda estou aqui), regia di Walter Salles ·  Brasile
- Santoṣ, regia di Sandhya Suri ·  Regno Unito
- Universal Language (Une langue universelle), regia di Matthew Rankin ·  Canada

### Migliori cinque documentari
- Sugarcane, regia di Julian Brave NoiseCat e Emily Kassie
- Black Box Diaries, regia di Shiori Itō
- Dahomey, regia di Mati Diop
- Look into My Eyes, regia di Lana Wilson
- Super/Man: The Christopher Reeve Story, regia di Ian Bonhôte e Peter Ettedgui
- Will & Harper, regia di Josh Greenbaum

### Migliori dieci film indipendenti
- Bird, regia di Andrea Arnold
- A Different Man, regia di Aaron Schimberg
- Dìdi, regia di Sean Wang
- Ghostlight, regia di Kelly O'Sullivan e Alex Thompson
- Good One, regia di India Donaldson
- Hard Truths, regia di Mike Leigh
- His Three Daughters, regia di Azazel Jacobs
- Love Lies Bleeding, regia di Rose Glass
- My Old Ass, regia di Megan Park
- Thelma, regia di Josh Margolin

## Premi
- Miglior film: Wicked (Wicked: Part I), regia di Jon M. Chu
- Miglior regista: Jon M. Chu – Wicked (Wicked: Part I)
- Miglior attore: Daniel Craig – Queer
- Miglior attrice: Nicole Kidman – Babygirl
- Miglior attore non protagonista: Kieran Culkin – A Real Pain
- Miglior attrice non protagonista: Elle Fanning – A Complete Unknown
- Miglior sceneggiatura originale: Mike Leigh – Hard Truths
- Miglior sceneggiatura non originale: Clint Bentley e Greg Kwedar – Sing Sing
- Miglior performance rivelazione: Mikey Madison – Anora
- Miglior regista esordiente: India Donaldson – Good One
- Miglior film d'animazione: Flow - Un mondo da salvare (Straume), regia di Gints Zilbalodis
- Miglior film straniero: Il seme del fico sacro (Dāne-ye anjīr-e ma'ābed), regia di Mohammad Rasoulof ·  Iran
- Miglior documentario: Sugarcane, regia di Julian Brave NoiseCat e Emily Kassie
- Miglior cast: Conclave
- Miglior fotografia: Jarin Blaschke – Nosferatu
- Migliori controfigure: Furiosa: A Mad Max Saga
- NBR Icon Award: Cynthia Erivo e Ariana Grande – Wicked (Wicked: Part I)
- Premio per la libertà di espressione: No Other Land